# Coaliția de centru dreapta
Coaliția de centru dreapta este o alianță politică a partidelor politice din Italia, activă - sub mai multe forme și nume - din 1994, când Silvio Berlusconi a intrat în politică și și-a format partidul Forza Italia.
La alegerile generale din 1994, sub conducerea lui Berlusconi, centrul-dreapta a funcționat cu două coaliții, Polul Libertăților din nordul Italiei și Toscana (în principal Forza Italia și Liga Nordului) și Polul Bunei Guvernări (în principal Forza Italia și Alianța Națională) din Italia centrală și de sud.La alegerile generale din 1996, după plecarea Ligii Nordului la sfârșitul anului 1994, coaliția de centru-dreapta a luat numele de Polul libertății. Liga Nordului a revenit în anul 2000, iar coaliția a fost reformată sub numele de Casa Libertăților; aceasta a durat până în 2008.
Din 2008, când Forza Italia și Alianța Națională s-au contopit în Poporul Libertății, coaliția nu a avut un nume oficial. Noul Forza Italia a fost format la sfârșitul anului 2013; pentru alegerile generale din 2018, a unit forțele cu Liga Nordului, Frații Italiei și o colecție de forțe centraliste, numite Us with Italy – Union of the Center.
În 2018, Liga Nordului a format un guvern de coaliție cu Mișcarea Cinci Stele și fără aliații de centru-dreapta, care au intrat în opoziție. Asta a dus la deteriorarea Coaliției de centru dreapta la nivel național, deși coaliția este încă activă la nivelul alegerilor locale.

## Rezultate electorale

### Parlamentul Italiei
| Camera Deputaților |                |      |           |       |                   |
| An electoral       | Voturi         | %    | Locuri    | +/−   | Lider             |
| 1994               | 17,947,445 (1) | 46.4 | 366 / 630 | –     | Silvio Berlusconi |
| 1996               | 16,475,191 (2) | 43.2 | 246 / 630 | ▼ 120 | Silvio Berlusconi |
| 2001               | 18,569,126 (1) | 50.0 | 368 / 630 | ▲ 122 | Silvio Berlusconi |
| 2006               | 18,995,697 (2) | 49.7 | 281 / 630 | ▼ 87  | Silvio Berlusconi |
| 2008               | 17,064,506 (1) | 46.8 | 344 / 630 | ▲ 43  | Silvio Berlusconi |
| 2013               | 9,923,109 (2)  | 29.2 | 126 / 630 | ▼ 218 | Silvio Berlusconi |
| 2018               | 12,152,345 (1) | 37.0 | 265 / 630 | ▲ 139 | Matteo Salvini    |
| 2022               | 12,299,648 (1) | 43.7 | 237 / 400 | ▼ 28  | Giorgia Meloni    |

| Senatul Republicii |                |      |           |      |                   |
| An electoral       | Voturi         | %    | Locuri    | +/−  | Lider             |
| 1994               | 14,110,705 (1) | 42.5 | 156 / 315 | –    | Silvio Berlusconi |
| 1996               | 12,694,846 (2) | 38,9 | 117 / 315 | ▼ 39 | Silvio Berlusconi |
| 2001               | 17,255,734 (1) | 50.4 | 176 / 315 | ▲ 60 | Silvio Berlusconi |
| 2006               | 17,359,754 (1) | 49.8 | 156 / 315 | ▼ 20 | Silvio Berlusconi |
| 2008               | 15,508,899 (1) | 47.3 | 174 / 315 | ▲ 18 | Silvio Berlusconi |
| 2013               | 9,405,679 (2)  | 30.7 | 118 / 315 | ▼ 56 | Silvio Berlusconi |
| 2018               | 11,327,549 (1) | 37.5 | 135 / 315 | ▲ 17 | Matteo Salvini    |
| 2022               | 12,129,547 (1) | 44.0 | 115 / 200 | ▼ 20 | Giorgia Meloni    |

### Consilii regionale
| Regiune               | Anul alegerilor | Voturi        | %    | Locuri  | +/−  |
| --------------------- | --------------- | ------------- | ---- | ------- | ---- |
| Valle d' Aosta        | 2020            | 19,598        | 29.6 | 11 / 35 | ▲ 4  |
| Piemont               | 2019            | 1,027,886 (1) | 53.5 | 33 / 51 | ▲ 11 |
| Lombardia             | 2018            | 2,686,610 (1) | 51.3 | 49 / 80 | ▬    |
| Tirolul de sud        | 2018            | 39,218        | 14.0 | 5 / 35  | ▲ 3  |
| Trentino              | 2018            | 120,906 (1)   | 47.4 | 21 / 35 | ▲ 11 |
| Veneto                | 2020            | 1,582,405 (1) | 77.0 | 42 / 51 | ▲ 11 |
| Friuli-Venezia Giulia | 2018            | 264,769 (1)   | 62.7 | 29 / 49 | ▲ 12 |
| Emilia-Romagna        | 2020            | 981,787 (2)   | 45.4 | 19 / 50 | ▲ 7  |
| Liguria               | 2020            | 354,111 (1)   | 56.5 | 19 / 31 | ▲ 3  |
| Toscana               | 2020            | 659,058 (2)   | 40.6 | 14 / 41 | ▲ 5  |
| Marche                | 2020            | 325,140 (1)   | 52.1 | 20 / 31 | ▲ 13 |
| Umbria                | 2019            | 245,879 (1)   | 58.8 | 13 / 21 | ▲ 7  |
| Lazio                 | 2018            | 922,664 (1)   | 36.4 | 15 / 50 | ▲ 1  |
| Abruzzo               | 2019            | 294,879 (1)   | 49.2 | 18 / 31 | ▲ 11 |
| Molise                | 2018            | 71,677 (1)    | 49.3 | 13 / 21 | ▲ 7  |
| Campania              | 2020            | 450,856 (2)   | 19.1 | 11 / 51 | ▼ 2  |
| Apulia                | 2020            | 694,536 (2)   | 41.4 | 18 / 51 | ▲ 5  |
| Basilicata            | 2019            | 122,548 (1)   | 42.4 | 13 / 21 | ▲ 8  |
| Calabria              | 2021            | 424,666 (1)   | 55.7 | 21 / 31 | ▬    |
| Sicilia               | 2017            | 809,121 (1)   | 42.0 | 36 / 70 | ▲ 15 |
| Sardinia              | 2019            | 370,354 (1)   | 51.9 | 36 / 60 | ▲ 12 |